# Secretaria de Estado da Juventude (Distrito Federal)
A Secretaria de Estado da Juventude é um dos órgãos da administração direta do Governo do Distrito Federal, no Brasil. Tem como funções a articulação e elaboração de projetos e políticas públicas para adolescentes e jovens, bem como a inserção destes últimos no mercado de trabalho.
Em 2019, o governador Ibaneis Rocha designou Léo Bijos como secretário da Juventude.